# Kap Jemeljanow
Das Kap Jemeljanow (russisch Мыс Емелья́нова Mys Jemeljanowa, englisch Cape Yemel'Yanov) ist ein felsiges Kap an der Kronprinz-Olav-Küste im ostantarktischen Enderbyland. Es liegt 5 km westnordwestlich des Felton Head im nördlichen Teil der Tange Promontory am Ufer der Casey Bay.
Luftaufnahmen entstanden 1956 im Rahmen der Australian National Antarctic Research Expeditions und 1957 bei einer sowjetischen Antarktisexpedition. Benannt ist das Kap nach dem sowjetischen Hydrographen A. M. Jemeljanow.